# Todophora
Todophora is een geslacht van halfvleugeligen uit de familie Aphrophoridae. De wetenschappelijke naam van dit geslacht is voor het eerst geldig gepubliceerd in 1940 door Matsumura.

## Soorten
Het geslacht Todophora omvat de volgende soorten:
- Todophora abieti (Matsumura, 1904)
- Todophora kandai Matsumura, 1940
- Todophora nigricans (Matsumura, 1904)